# Andrew J. Kuykendall

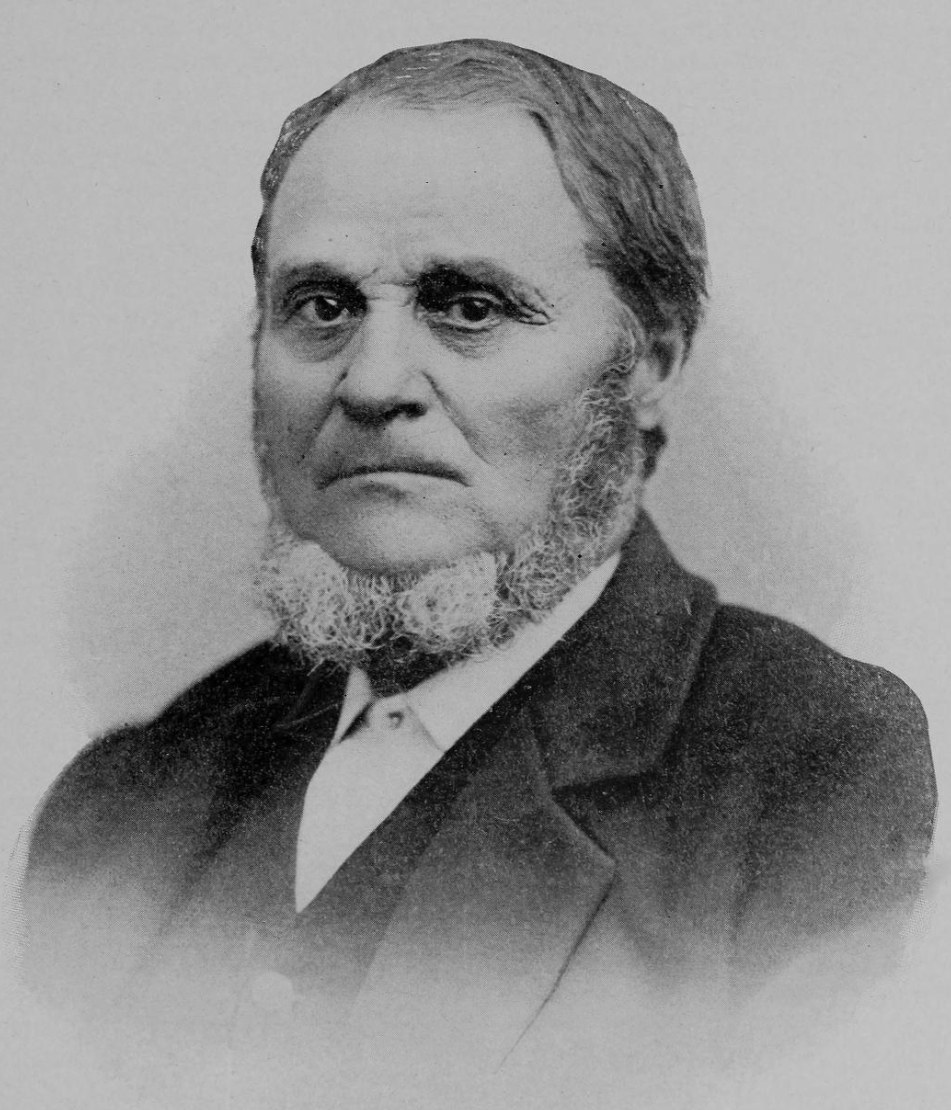
Andrew Jackson Kuykendall

Andrew Jackson Kuykendall (* 3. März 1815 im Gallatin County, Illinois; † 11. Mai 1891 in Vienna, Illinois) war ein US-amerikanischer Politiker. Zwischen 1865 und 1867 vertrat er den Bundesstaat Illinois im US-Repräsentantenhaus.

## Werdegang
Andrew Kuykendall besuchte vorbereitende Schulen. Nach einem anschließenden Jurastudium und seiner 1840 erfolgten Zulassung als Rechtsanwalt begann er in Vienna in diesem Beruf zu arbeiten. Gleichzeitig schlug er eine politische Laufbahn ein. Zwischen 1842 und 1862 saß er als Abgeordneter im Repräsentantenhaus von Illinois. Während des Bürgerkrieges diente er für ein Jahr als Major im Heer der Union. Er wurde Mitglied der 1854 gegründeten Republikanischen Partei.
Bei den Kongresswahlen des Jahres 1864 wurde Kuykendall im 13. Wahlbezirk von Illinois in das US-Repräsentantenhaus in Washington, D.C. gewählt, wo er am 4. März 1865 die Nachfolge von William J. Allen antrat. Bis zum 3. März 1867 konnte er eine Legislaturperiode im Kongress absolvieren. Seit 1865 war die Arbeit des Parlaments von den Spannungen zwischen den Republikanern und Präsident Andrew Johnson überschattet, die in einem nur knapp gescheiterten Amtsenthebungsverfahren gipfelten. Im Jahr 1865 wurde der 13. Verfassungszusatz ratifiziert.
Nach dem Ende seiner Zeit im US-Repräsentantenhaus praktizierte Kuykendall wieder als Anwalt in Vienna. Zwischen 1873 und 1881 war er Bezirksrichter im Johnson County. Von 1878 bis 1882 gehörte er dem Senat von Illinois an. Danach arbeitete er in der Landwirtschaft. Er starb am 11. Mai 1891 in Vienna.